# Institut de recherche

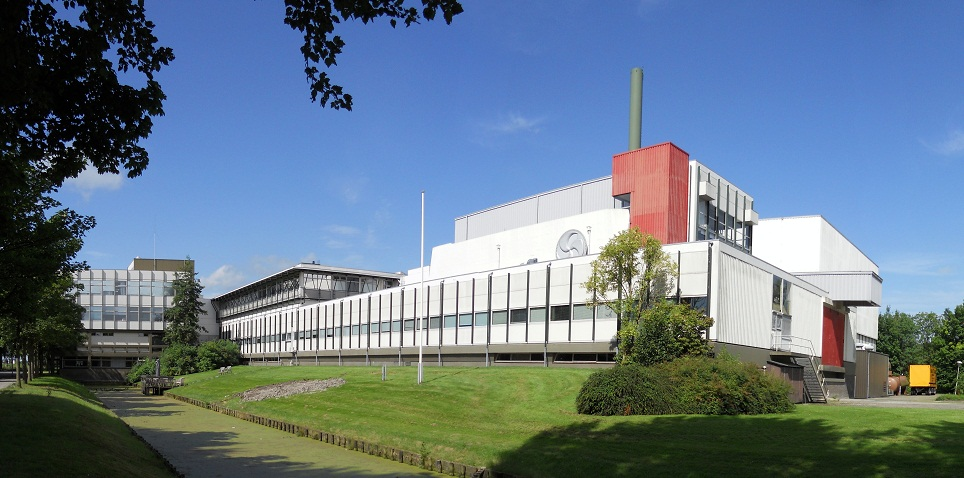
L'institut de recherche universitaire en physique nucléaire (KVI-CART) à Groningue (Pays-Bas).

Un institut de recherche est un établissement, laboratoire ou organisme de recherche et d'enseignement spécialisé dans les domaines de la recherche scientifique, de la recherche historique ou dans le domaine de la sociologie et des sciences sociales. Les instituts de recherche peuvent se spécialiser dans la recherche fondamentale ou peuvent être orientés vers la recherche appliquée. Les instituts de recherche peuvent être liés en partenariat à des universités, des musées, des entreprises et des ministères.
Les instituts de recherche sont à la pointe de la production mondiale d'articles scientifiques et publient des comptes rendus de leurs travaux, exposés et conférences scientifiques dans de nombreuses publications scientifiques.
Les instituts de recherche expérimentent d'une part la méthode scientifique qui désigne l'ensemble des processus de production des connaissances scientifiques, qu'il s'agisse d'observations, d'expériences, de raisonnements, ou de calculs théoriques ; et d'autre part la méthode expérimentale qui est une démarche scientifique qui permet de tester par des expériences répétées la validité d'une hypothèse en obtenant des données nouvelles, qualitatives ou quantitatives, conformes ou non à l'hypothèse initiale.

## Historique

### Moyen Âge
Ulugh Beg, gouverneur de Samarcande, fait édifier au début du XVe siècle l'observatoire astronomique d'Oulough Bek à Samarcande et fait bâtir un institut de recherche à Boukhara. L'observatoire antique de Pékin, établi en 1442 est également l'un des plus anciens sites scientifiques connus.

### XVIIesiècle
En France, Louis XIV fonde, en 1666, l'Académie Royale des Sciences, afin de centraliser et coordonner les nombreuses et diverses recherches scientifiques et universitaires et favorise ainsi le développement de la recherche.
À Londres, est fondée la Royal Society.

### XVIIIesiècle
Au début du XVIIIe siècle le tsar de Russie, Pierre le Grand fait édifier un institut de formation et de recherche dans sa capitale impériale nouvellement créée à Saint-Pétersbourg. Cet institut de recherche dispose d'Académies distinctes selon le domaine étudié ; la linguistique, l'enseignement de la philosophique et la recherche scientifique.

### XIXesiècle
L'ensemble des pays européens se dote d'instituts de recherche. C'est l'explosion des recherches scientifiques et technologiques multiformes ainsi que dans le domaine des sciences sociales.

### XXesiècle
La création d'instituts de recherche franchit l'océan Atlantique et dès le début du XXe siècle les premiers instituts de recherche sont fondés aux États-Unis, notamment la Carnegie Institution en 1902.